# ساوثبريدج
ساوثبريدج (ماساتشوستس) (بالإنجليزية: Southbridge, Massachusetts)‏ هي مدينة تقع في الولايات المتحدة في مقاطعة ووستر (ماساتشوستس). يقدر عدد سكانها بـ 16,719 نسمة ومساحتها 54.0 كم2 وترتفع عن سطح البحر 149 متر.

## التركيبة السكانية
حدّد مكتب تعداد الولايات المتحدة بيانات التركيبة السكانية لساوثبريدج في تعداد الولايات المتحدة. في ما يلي، التركيبة السكانية حسب تعدادي 2000 و2010.

### تعداد عام 2010
بلغ عدد سكان ساوثبريدج 16,719 نسمة بحسب تعداد عام 2010، وبلغ عدد الأسر 6,866 أسرة وعدد العائلات 4,269 عائلة مقيمة في المدينة. في حين سجلت الكثافة السكانية 309.4 نسمة لكل كيلومتر مربع (801.3/ميل2). وبلغ عدد الوحدات السكنية 7,527 وحدة بمتوسط كثافة قدره 139.3 لكل كيلومتر مربع (360.8/ميل2).
وتوزع التركيب العرقي للمدينة بنسبة 81.22% من البيض و2.58% من الأمريكيين الأفارقة و0.53% من الأمريكيين الأصليين و1.85% من الأمريكيين ذوي الأصول الآسيوية و0.02% من سكان جزر المحيط الهادئ و10.90% من الأعراق الأخرى و2.89% من عرقين مختلطين أو أكثر و26.63% من الهسبانيون أو اللاتينيون من أي عرق.
بلغ عدد الأسر 6,866 أسرة كانت نسبة 31.6% منها لديها أطفال تحت سن الثامنة عشر تعيش معهم، وبلغت نسبة الأزواج القاطنين مع بعضهم البعض 38.5% من أصل المجموع الكلي للأسر، ونسبة 17% من الأسر كان لديها معيلات من الإناث دون وجود شريك، بينما كانت نسبة 6.7% من الأسر لديها معيلون من الذكور دون وجود شريكة وكانت نسبة 37.8% من غير العائلات. تألفت نسبة 30.4% من أصل جميع الأسر من عدة أفراد يعيشون في نفس المنزل ونسبة 10.7% كانت تتألف من شخص يعيش بمفرده يبلغ من العمر 65 عاماً أو أكثر. وبلغ متوسط حجم الأسرة المعيشية 2.41، أما متوسط حجم العائلات فبلغ 2.98.
بلغ العمر الوسطي للسكان 38.3 عاماً. وكانت نسبة 23.1% من القاطنين تحت سن الثامنة عشر، وكانت نسبة 9.7% بين الثامنة عشر والرابعة والعشرين عاماً، ونسبة 26.9% كانت واقعةً في الفئة العمرية ما بين الخامسة والعشرين والرابعة والأربعين عاماً، ونسبة 26.6% كانت ما بين الخامسة والأربعين والرابعة والستين، ونسبة 13.7% كانت ضمن فئة الخامسة والستين عاماً فما فوق. وتوزع التركيب الجنسي للسكان بنسبة 48.2% ذكور و51.8% إناث.

## أعلام
- كليو أ. أودونيل
- سيدني كلارك
- كالفين بيج
- كادي ولز
- جون فيتزجيرالد
- جون هنري وليامز
- كيني ديكسترا